# La nuit se traîne
Pour plus de détails, voir Fiche technique et Distribution.
La nuit se traîne est un thriller d'action, belgo-français coécrit et réalisé par Michiel Blanchart, sorti en 2024,. Le film est présenté en avant-première mondiale en compétition au Festival international du film de Biarritz - Nouvelles Vagues 2024, où il remporte le prix du public.

## Synopsis
Mady, étudiant le jour et serrurier la nuit, reçoit un appel d'une dénommée Claire. Lorsqu'il ouvre la porte, il comprend qu'elle lui a menti sur son appartement, qui n'était pas le sien, et se retrouve complice d'une affaire de banditisme. Mady a toute la nuit pour la retrouver afin de prouver son innocence.

## Fiche technique
Sauf indication contraire, les informations mentionnées dans cette section peuvent être confirmées par la base de données cinématographiques IMDb,  présente dans la section « Liens externes ».
- Titre original : La nuit se traîne
- Titre anglais : Night Call
- Réalisation : Michiel Blanchart
- Scénario : Michiel Blanchart, avec la collaboration de Gilles Marchand[5]
- Musique : Tepr
- Photographie : Sylvestre Vannoorenberghe
- Son : David Vranken (montage son), Antoine Wattier (montage son), David Gillain (mixage), Joey Van Impe (montage son), Marc Alberisio (montage dialogues), Fabrice Grizard (prise de son) et Vincent Gregorio (bruitage).
- Montage : Matthieu Jamet
- Décors : Catherine Cosme
- Costumes : Isabel van Renterghem
- Production : Michaël Goldberg, Boris van Gils, Margaux Dourdin Marciano et Nicolas Duval Adassovsky
  - Production déléguée : Thomas Jaubert
- Sociétés de production : Daylight Films, Formosa Productions, Quad Films, Gaumont, France 3 Cinéma, A Private View, RTL, Voo, BeTV, Proximus
- Sociétés de distribution : Lumière (Belgique), Gaumont (France)
- Pays de production : Belgique, France
- Langue originale : français
- Format : couleur, scope 2,35/1, son 5.1
- Genre : Thriller d'action[1],[2]
- Durée : 97 minutes[6]
- Dates de sortie :
  - France : 18 juin 2024 (Festival du film de Biarritz - Nouvelles Vagues) ; 28 août 2024 (sortie nationale)
  - Belgique : 4 septembre 2024 (sortie nationale)
- Classification :
  - France : tous publics avec avertissement[6]

## Distribution
- Jonathan Feltre : Mady
- Natacha Krief : Claire
- Jonas Bloquet : Théo
- Romain Duris : Yannick
- Mustii : Rémy
- Sam Louwyck : Greg
- Nabil Mallat : Will
- Claire Bodson : Gina
- Graham Guit : Abel
- Marco Maas : Sam
- Guillaume Kerbusch : le jeune policier

## Production
La nuit se traine est le premier long métrage du réalisateur belge Michiel Blanchart. Le film se déroule au cours d'une nuit au milieu d'une manifestation du mouvement Black Lives Matter à Bruxelles.

### Tournage
Le tournage a lieu à Bruxelles pendant 35 jours entre mars et avril 2023,,.

## Sortie
La nuit se traine est le film d'ouverture du Festival International du Film de Biarritz - Nouvelles Vagues le 18 juin 2024, où il a été présenté en première mondiale dans la section Compétition Internationale,.
Le film sort en salles en France par Gaumont le 28 août 2024, et en Belgique par Lumière le 4 septembre 2024.
En mai 2024, Magnet Releasing a acquis les droits de distribution nord-américains du film.
À partir d'octobre 2024, fort du succès critique et public en France et en Belgique, La nuit se traîne entame une tournée européenne des festivals.

## Accueil

### Critiques
En France, le site Allociné propose une moyenne de 3,4⁄5 à partir de l'interprétation de 24 critiques de presse et une moyenne de 3,9⁄5 pour les notes des spectateurs (pour 1 085 notes et 152 critiques). Le site SensCritique affiche une note de 7,1⁄10 pour 1 530 contributions des utilisateurs.
L'Obs titre : « Un thriller prometteur qui maîtrise parfaitement les codes du cinéma d’action. »
Le site Écran Large publie une critique positive : « La nuit se traîne est l’exemple parfait du thriller ramassé et efficace, qui profite de sa course-poursuite ininterrompue pour y projeter ses inquiétudes politiques. Un coup d’essai encourageant pour Michiel Blanchart. »
Le Parisien parle d'une révélation : « Récompensé du prix du public au dernier Biarritz Film Festival, La nuit se traîne, référence à une chanson de Petula Clark, semble augurer du meilleur avenir de Michiel Blanchart. »
Lelo Jimmy Batista écrit dans Libération : « Michiel Blanchart épate avec son film à la mise en scène fiévreuse sur les galères d’un serrurier dans un Bruxelles secoué par les manifestations. »
Hugues Dayez, pour le site de la RTBF, parle d'un « fameux coup de fouet au cinéma belge ». Et précise : « Blanchart fait preuve d’une maîtrise technique impressionnante et signe un film « grand public » avec un vrai style, qui tranche avec les prétentions « auteuristes » d’un certain cinéma belge, aussi ennuyeuses qu’hermétiques. »

### Box-office
Pour son premier week-end d'exploitation en France, La nuit se traîne réalise 41 000 entrées dans 280 salles.
En Belgique, le film a réalise plus de 10 000 entrées pour son premier week-end d'exploitation, se plaçant en tête du box-office. En date du 30 septembre, La nuit se traîne a dépassé les 30 000 entrées et est considéré comme un réel succès encourageant pour le cinéma belge qui connaissait jusqu'alors une importante baisse de fréquentation, avec des films peinant à trouver leur public.
Le 2 octobre 2024, le film entame sa cinquième semaine d'exploitation en Belgique, dans les cinémas du groupe UGC, Kinepolis et Pathé et autres cinémas indépendants (Quai10 Charleroi, Plaza Arthouse Mons, Cinés Wellington à Waterloo, Cameo Namur, Les Grignoux Liège notamment).
| Pays ou région | Box-office     | Date d'arrêt du box-office | Nombre de semaines |
| -------------- | -------------- | -------------------------- | ------------------ |
| France         | 91 206 entrées | en cours                   | 5                  |
| Belgique       | 30 000 entrées | en cours                   | 4                  |
| Total mondial  |                | -                          | -                  |

## Distinctions

### Récompenses
- Festival international du film de Biarritz - Nouvelles Vagues 2024 : Prix du public[11]
- Festival de Rome 2024 : Prix du jury
- Prix Cavens 2024 : Meilleur long métrage belge
- Ensors 2025 : Meilleur film belge francophone
- Magritte du cinéma 2025[26],[27] :
  - Meilleur film
  - Meilleur premier film : Michiel Blanchart
  - Meilleure réalisation : Michiel Blanchart
  - Meilleur scénario original ou adaptation : Michiel Blanchart
  - Meilleur acteur dans un second rôle : Jonas Bloquet
  - Meilleur son : David Vranken, David Gillain, Joey Van Impe, Thibaud Rie, Fabrice Grizard, Antoine Wattier et Vincent Gregorio
  - Meilleurs décors : Catherine Cosme
  - Meilleurs costumes : Isabel Van Renterghem
  - Meilleur montage : Matthieu Jamet-Louis

### Sélections
- Festival international du film de Biarritz - Nouvelles Vagues 2024 : sélection officielle, en compétition internationale[11]
- Busan International Film Festival, section Midnight Passion, 2024 (Corée du Sud)
- Fantastic Fest Austin (Texas) 2024
- Sitges Festival Internacional de cinema de Catalunya 2024